# Glamorous (cançó de Fergie)
Glamorous és el tercer senzill de l'album de la Fergie, de nom The Dutchess. La cançó té una durada de 4m 06s, i és d'estil R&B/Hip-Hop.
És un duet amb el raper Ludacris, i a la cançó la Fergie parla de com era abans(més pobra, més senzilla), i que ara viu una vida glamurosa, i li agrada, però a vegades troba a faltar aquella vida, tot i que no canviaria res del que té ara. A més sap que tot això li ho deu als fans, i els dona les gràcies per haver-li donat la possibilitat de viure una vida així.
Sembla que aquesta cançó segueix el camí dels dos primers singles cap al camí de l'èxit al Hot 100 de Billboard, ja que a la cinquena setmana ha fet un salt de la posició 31 a la 9 (ha entrat al top10 en 5 setmanes), i encara que hagi caigut en picat a la sisena setmana, per causa que l'entrega dels gramis ha ajudat que els guanyadors i nominats venguessin més discos, també ho ha fet pels singles i descàrregues, amb la conseqüència de què Glamorous ja no està entre les 25 cançons més descarregades dels EUA, i tampoc surt al Top 40 de la World Chart, mentre la setmana passada estava al lloc 25 debutant amb 95000 punts (descàrregues, radio, vendes físiques i un 2% de votació de la gent). Ja ha superat els 2.360.000 de senzills als EUA.
A la setmana d'arribar al Top 10 de Billboard, el van treure com a descàrrega per augmentar les vendes del disc, cosa que va passar perquè el disc en les 2 setmanes en què no estava la cançó com a descàrrega digital va pujar del 20 al 13 i del 13 a l'11 dels discos més venuts dels EUA. Dues setmanes després la van tornar a posar com a descàrrega digital, i després d'haver caigut al 33 i al 55 del Hot 100 (una de les caigudes més grans des del Top 10), ha pujat del 55 al 8, superant inclos la seva posició màxima que havia estat el número 9, amb unes vendes de gairebé 130.000 senzills i descàrregues.
A Lituània i Letònia ha arribat als lloc nº1 i nº2 respectivament (Airplay), i ja es veu que anirà sent un èxit per molts llocs per on passi, si li fan bona promoció.
Al conjunt de tots els països on s'ha llançat, suma més de 4.300.000 senzills venuts de Glamorous, el qual és un èxit equiparable pels aconseguits per London Bridge i Fergalicious.
Sorprenentment Glamorous ha entrat a la llista de singles de Regne Unit només amb descàrregues digitals, perquè el video i senzill oficial surten pel març.
Ha arribat al UK Top 75 Singles a la posició 6 de vendes conjuntes entre senzills físics i descàrregues legals.

## Posicions a les llistes
- 1 EUA (2 setmanes), Malta
- 2 Polònia
- 4 UWC, Àsia
- 5 Irlanda, Rússia
- 6 Regne Unit, Lituània, Eslovàquia, Europa
- 7 Xipre, Finlàndia, Eslovènia, Bulgària
- 11 Estònia
- 12 European Downloads
- 16 Alemanya
- 17 Letònia
- 18 Canadà
- 19 Bèlgica
- 32 Àustria
- 36 Brasil
- 59 Suècia